# Kanton Le Blanc-Mesnil
Het kanton Le Blanc-Mesnil is een kanton van het Franse departement Seine-Saint-Denis.

## Geschiedenis
Het kanton bestond uitsluitend uit de gemeente Le Blanc-Mesnil tot op 22 maart 2015 een deel van de gemeente Drancy werd ingedeeld bij het kanton Le Blanc-Mesnil. Drancy maakte deel uit van het arrondissement Bobigny maar op 1 januari 2017 werd de gemeente overgeheveld naar het arrondissement Le Raincy, waar Le Blanc-Mesnil al deel van uitmaakte.

## Gemeenten
Het kanton Drancy omvat de volgende gemeenten:
- Le Blanc-Mesnil
- Drancy (deels)